# Unterlangenfeld
Unterlangenfeld ist eine Einöde im oberpfälzischen Landkreis Amberg-Sulzbach.

## Geografie
Unterlangenfeld liegt im Nordwesten der Oberpfalz, etwa zehn Kilometer westlich von Sulzbach-Rosenberg und unmittelbar südlich der Bundesstraße 14. Die Einöde ist ein Gemeindeteil der Gemeinde Weigendorf und ungefähr drei Kilometer von deren Gemeindesitz entfernt.

## Geschichte
Das bayerische Urkataster zeigte die Einöde in den 1810er Jahren als ein Einzelgehöft, das zu dieser Zeit als „Langenfeld“ bezeichnet wurde. Das heute etwa 200 Meter östlich davon gelegene Oberlangenfeld existierte damals noch nicht. Der Standort dieser zur Gemeinde Neukirchen bei Sulzbach-Rosenberg gehörenden Einöde war noch unbebautes Terrain, das im Flurgebiet „Strassæcker“ lag. Seit dem bayerischen Gemeindeedikt von 1818 gehört Unterlangenfeld zur Gemeinde Weigendorf, deren Verwaltungssitz sich im Dorf Weigendorf befindet.
| Jahr          | 001875 | 001885 | 001900 | 001925 | 001950 | 001961 | 001970 | 001987 |
| Einwohnerzahl | 4      | 5      | 4      | 2      | 10     | 11     | 5      | 8      |